# Hayato Yoshida

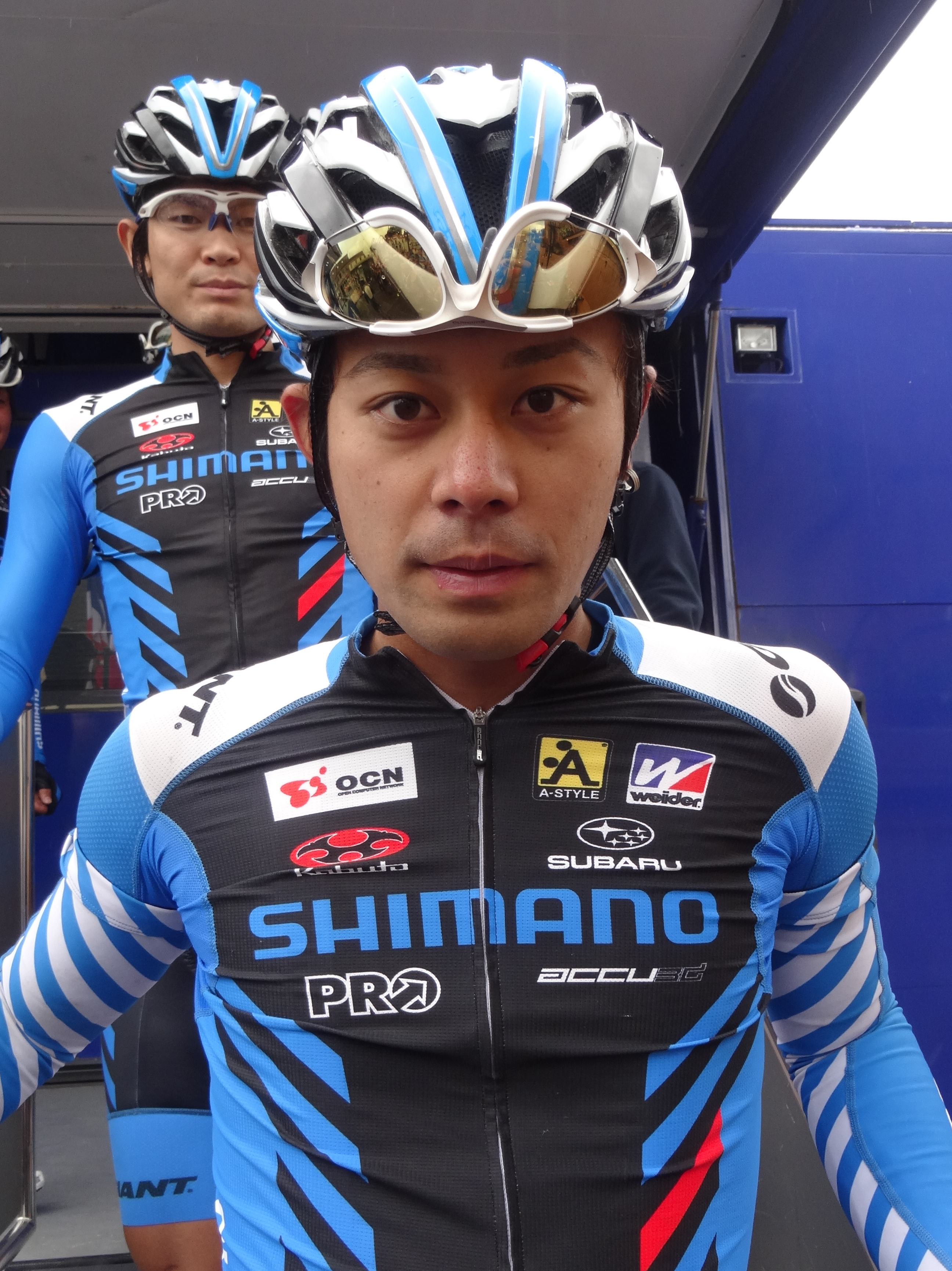
Hayato Yoshida (2014)

Hayato Yoshida (jap. 吉田 隼人, Yoshida Hayato; * 19. Mai 1989 in der Präfektur Nara) ist ein japanischer Straßenradrennfahrer.
Hayato Yoshida gewann 2007 in der Juniorenklasse die fünfte Etappe bei der Tour de l’Abitibi. Bei den Asian Junior Games in Thailand gewann er die Goldmedaille im Straßenrennen. Im nächsten Jahr war er bei der dritten Etappe der President Tour of Iran erfolgreich. 2009 wurde Yoshida Etappenzweiter bei der Tour of Thailand und er gewann die Goldmedaille im Mannschaftszeitfahren bei den Südostasienspielen in Vientiane.

## Erfolge
2008
- eine Etappe President Tour of Iran

2009
- Südostasienspiele – Mannschaftszeitfahren (mit Makoto Iijima, Kazuo Inoue und Kazuhiro Mori)

2011
- Japanischer Meister – Einzelzeitfahren (U23)

2013
- eine Etappe Tour de Taiwan

## Teams
- 2012 Bridgestone Anchor
- 2013 Shimano Racing Team